# NGC 3790
NGC 3790 este o liner situată în constelația Leul. A fost descoperită în 17 aprilie 1784 de către William Herschel. Se află la o distanță de 52,65 de megaparseci de Pământ.